# 이즈 급행
이즈 급행 주식회사(일본어: 伊豆急行 株式会社 이즈큐우코오 가부시키가이샤[*])는 일본 시즈오카현에 철도 노선을 보유하는 철도 회사이다. 도큐 그룹에 속한다.
약칭은 이즈큐(일본어: 伊豆急)이다.

## 역사
- 1959년 4월 11일: 이토 시모다 전기 철도 주식회사(伊東下田電気鉄道株式会社)로 회사 창립.
- 1961년 2월 20일: 이즈 급행 주식회사으로 상호를 변경.
- 1961년 12월 10일: 이즈 급행 선 개통.
- 1972년 11월 1일: 도쿄 증권거래소 제2부에 상장.
- 2004년 10월 1일: 도쿄 급행 전철의 완전 자회사가 되었기 때문에 상장을 폐지.
- 2005년 4월 1일: 부동산 부문을 이즈큐 부동산 주식회사(伊豆急不動産株式会社)에 분할.
- 2006년 7월 1일: 등록 본사 소재지를 도쿄도 시부야구에서 시즈오카 현 이토 시에 이동.

## 보유 철도 노선
- 이즈 급행 선(이토 ~ 이즈큐 시모다 45.7 km)

## 보유 차량

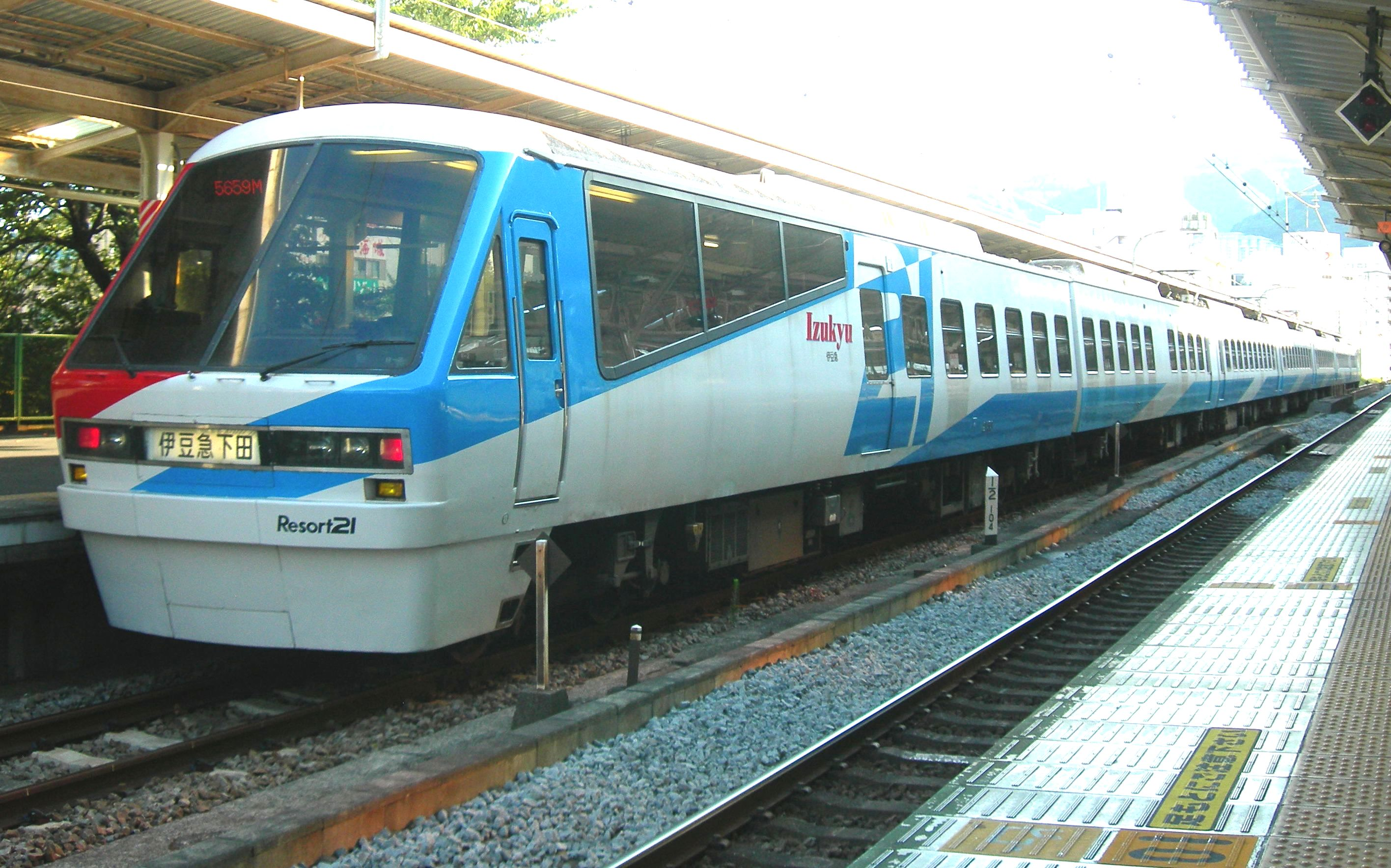
2100계
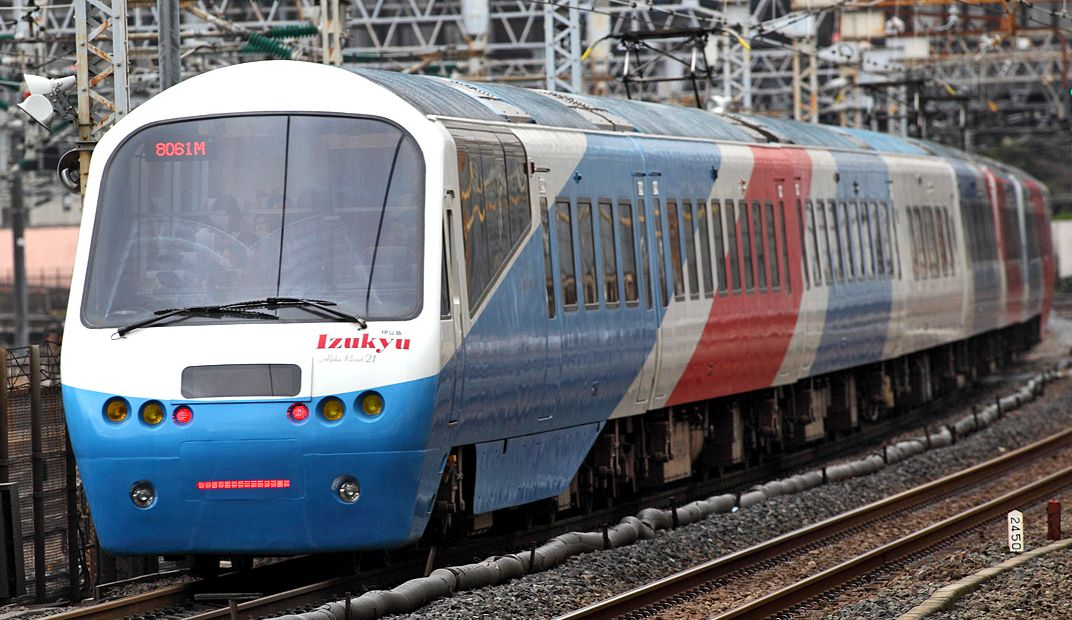
8000계
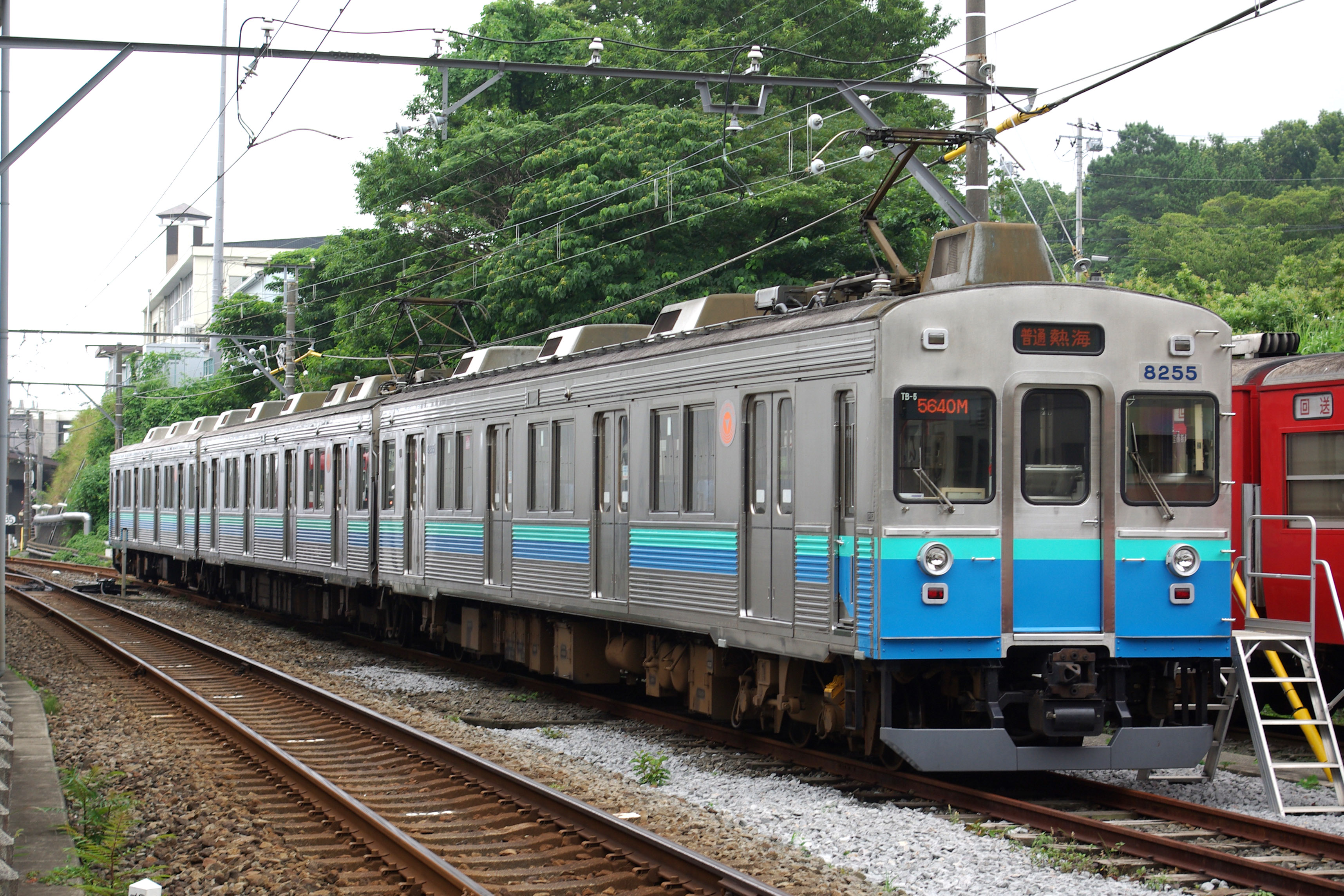
쿠모하103(사업 전용)
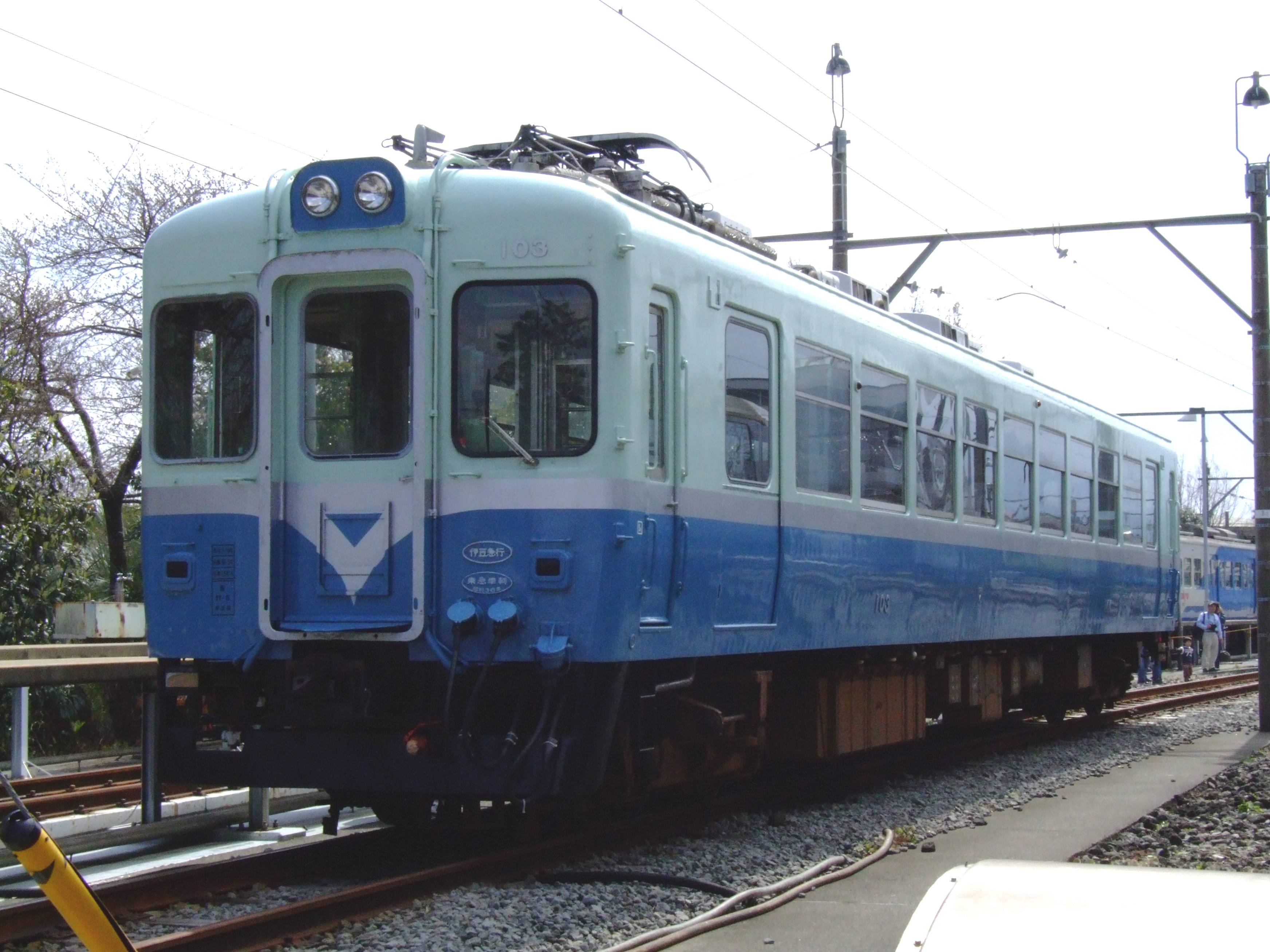
쿠모하103

- 2100계
- 2100계
- 8000계
- 쿠모하103